# Manoir de Mukkula
Le Manoir de Mukkula (finnois : Mukkulan kartano) est un bâtiment et son parc situés dans le quartier de Mukkula à Lahti en Finlande. 

## Présentation
Le manoir construit sur la rive du lac Vesijärvi est la propriété de la ville de Lahti.
Le manoir est loué à une entreprise privée.
Le manoir sert actuellement de restaurant, d'hôtel et de lieu de réunions.
Au sud du bâtiment principal du manoir se trouvent une plage, une piste de danse, un quai pour bateaux, un court de tennis et un terrain de minigolf. 
À l'ouest de la piste de danse se trouve un grand sauna public.

## Histoire
Le domaine est mentionné au XVe siècle et les propriétaires du manoir sont inscrits dans le cadastre de 1539. 
Dans les années 1570, les terres d'une autre ferme sont ajoutées à celles du manoir de Mukkula. 
De 1744 à 1752, le manoir appartient à la famille Mether et de 1795 à 1958 aux von Hausen. On pense que les chênes du parc ont été plantés à la fin du XVIIIe siècle par le capitaine Arndt von Hausen. 

## Galerie

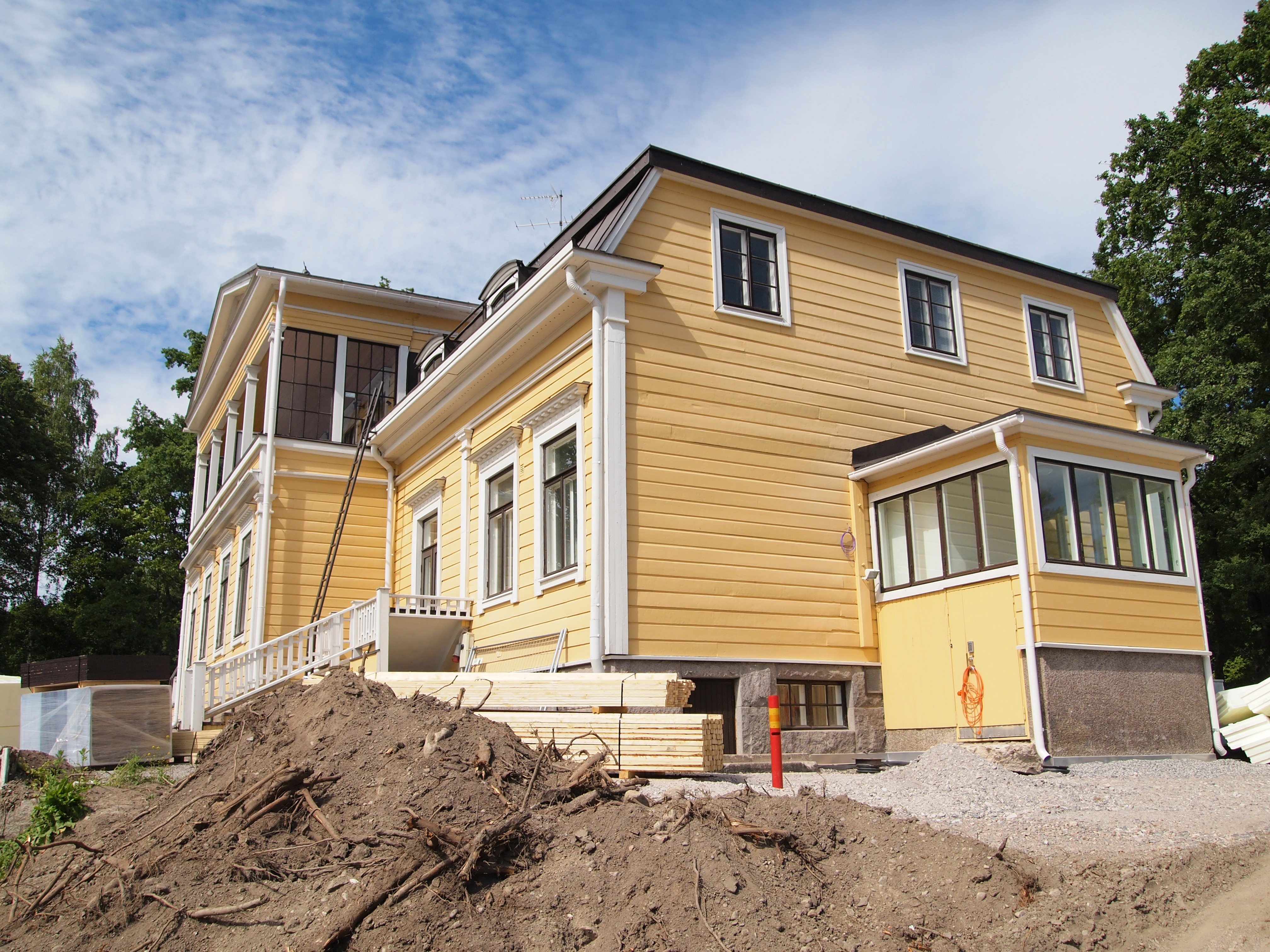
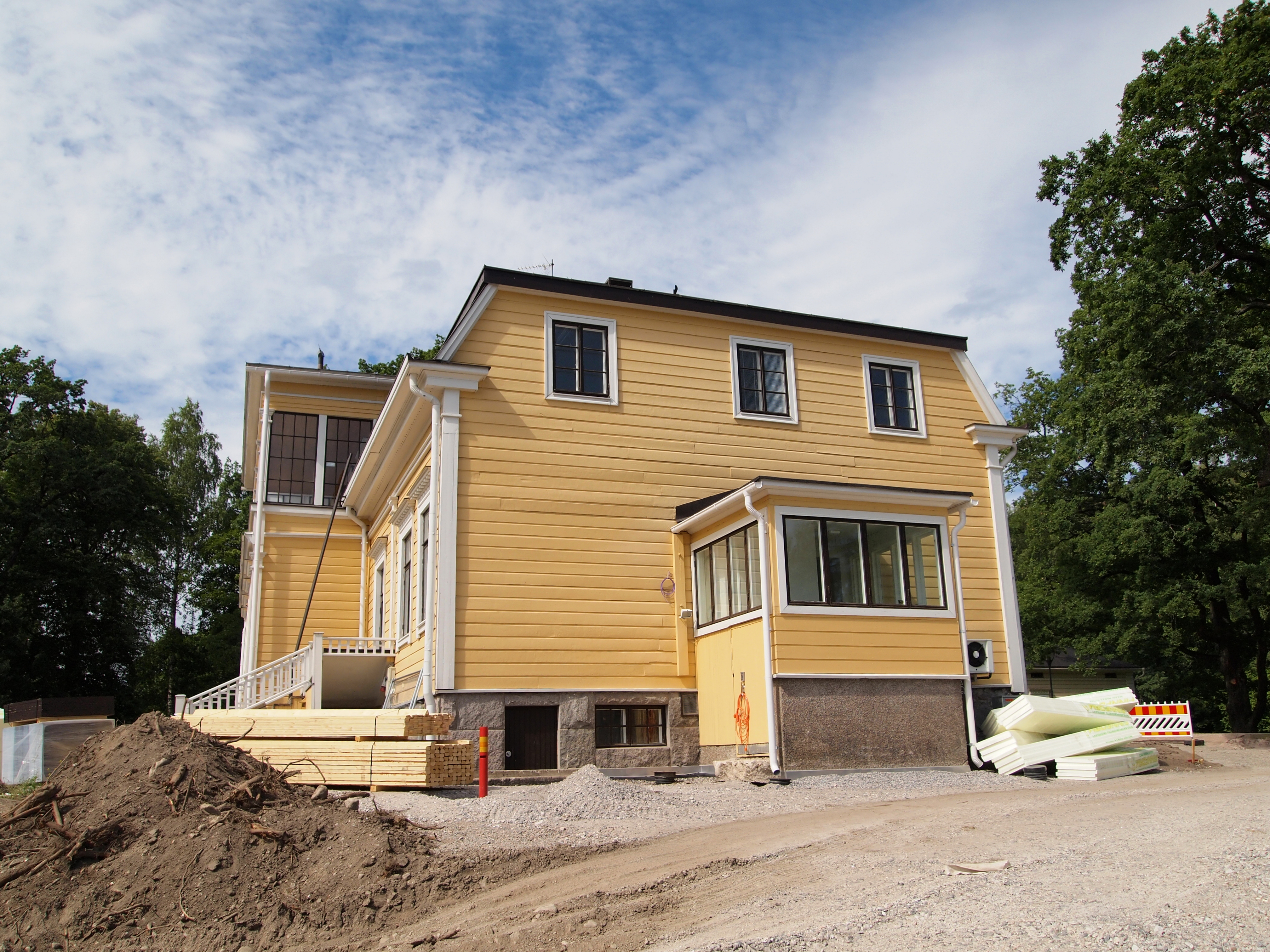